# エピタラヒリ

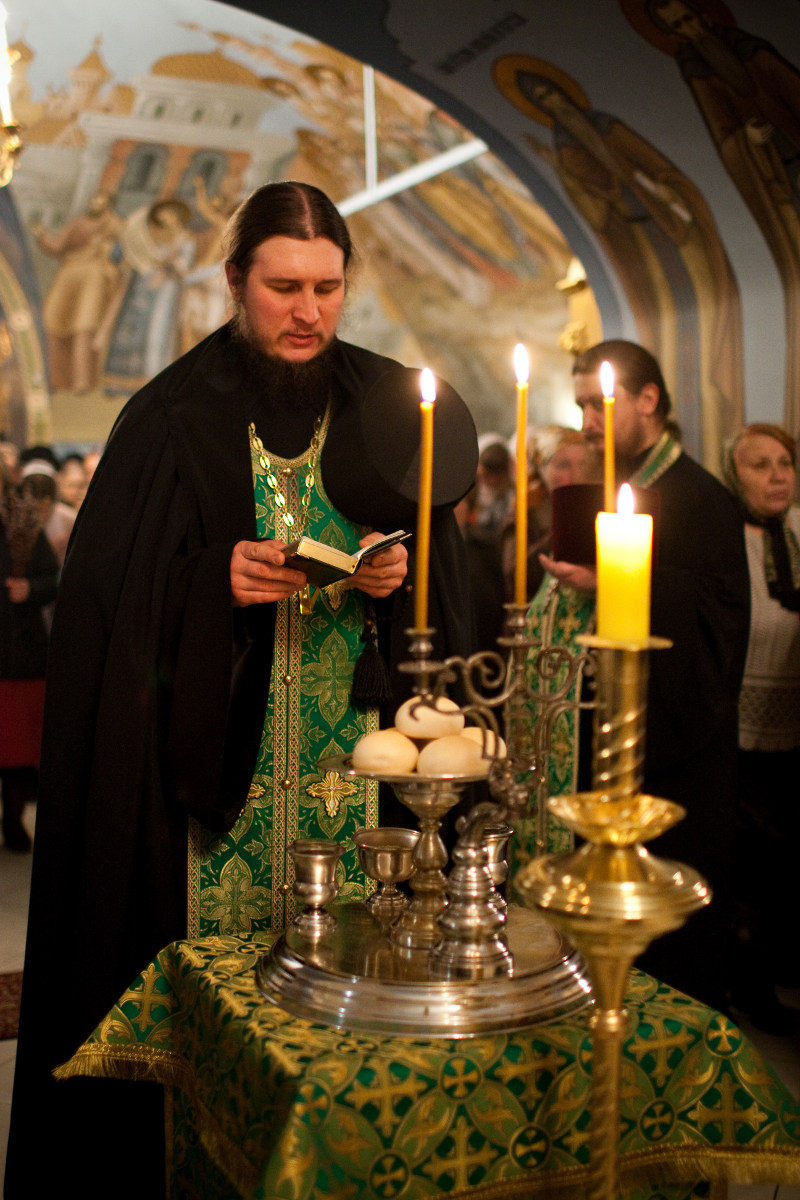
徹夜祷中の晩課に行われるリティヤの模様。エピタラヒリを着用して司祷する司祭。

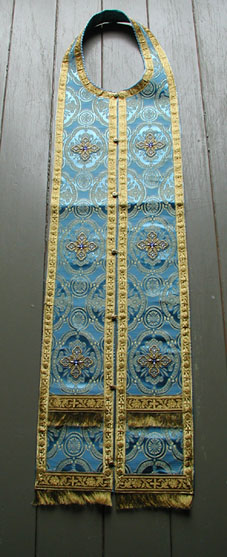
エピタラヒリ

エピタラヒリ（ギリシア語: επιτραχήλιο, ロシア語: епитрахиль, 英語: epitrachil）とは、正教会の奉神礼で、機密執行者である主教・司祭が着用する祭服の一つ。首から掛けた布が正面で合わせられた形状をしている。
各種祈祷書等において漢字では領帯とも表記されるが、この漢字表記は会話では教会内でもあまり使われない。
主教・司祭は、エピタラヒリを着用しなければいかなる聖務をも行う事は出来ない。首から掛ける形状には、機密執行者に神恩が豊かに流れている事と、機密執行者が背負うくびき、すなわち機密執行者への恵みと重荷を示す意味合いが込められている。
聖体礼儀をはじめとする各種奉神礼で、主教・司祭はエピタラヒリを必ず着用する。痛悔機密の際には、祈祷、信徒による罪の告悔と司祭による助言が行われたのち、司祭はエピタラヒリを信徒の頭に被せて「赦罪経」を唱える。
副輔祭・輔祭が着用するオラリの変形であるとも言われるが、オラリと違い、痛悔機密や婚配機密の時、神恩が降る事を明示する際以外には動かして使用する事は殆どない。これは、奉神礼において多くの動きの伴う副輔祭・輔祭と、祝福や発声などの他には奉神礼において動きが少ない主教・司祭の違いに対応する。主教・司祭は黙誦（もくしょう）を以て祈る場面が相対的に多い。これは機密執行者が人知れず神と対話し、その事によって教会の生命の源泉である機密執行がもたらされるとされる事を表す。オラリは物理的な動き・発声に伴うのに対し、エピタラヒリは目に見えない霊的な動きと祈りに伴うものとされる。オラリとエピタラヒリの違いは、神恩を受ける者と降す者の違いを表す。
エピタラヒリは教会の生命の源泉である機密を執行する者が、神と人の仲立ちにあることを示すものであるゆえに、祭服の中で最も重要であるとされる。